# Adèle Schopenhauer
Pour les articles homonymes, voir Schopenhauer (homonymie).
Adèle Schopenhauer (de son vrai nom Luise Adelaide Lavinia Schopenhauer) (née le 12 juillet 1797 à Hambourg, morte le 25 août 1849 à Bonn), est une femme de lettres allemande, fille de l'écrivain Johanna Schopenhauer et sœur du philosophe Arthur Schopenhauer.

## Vie

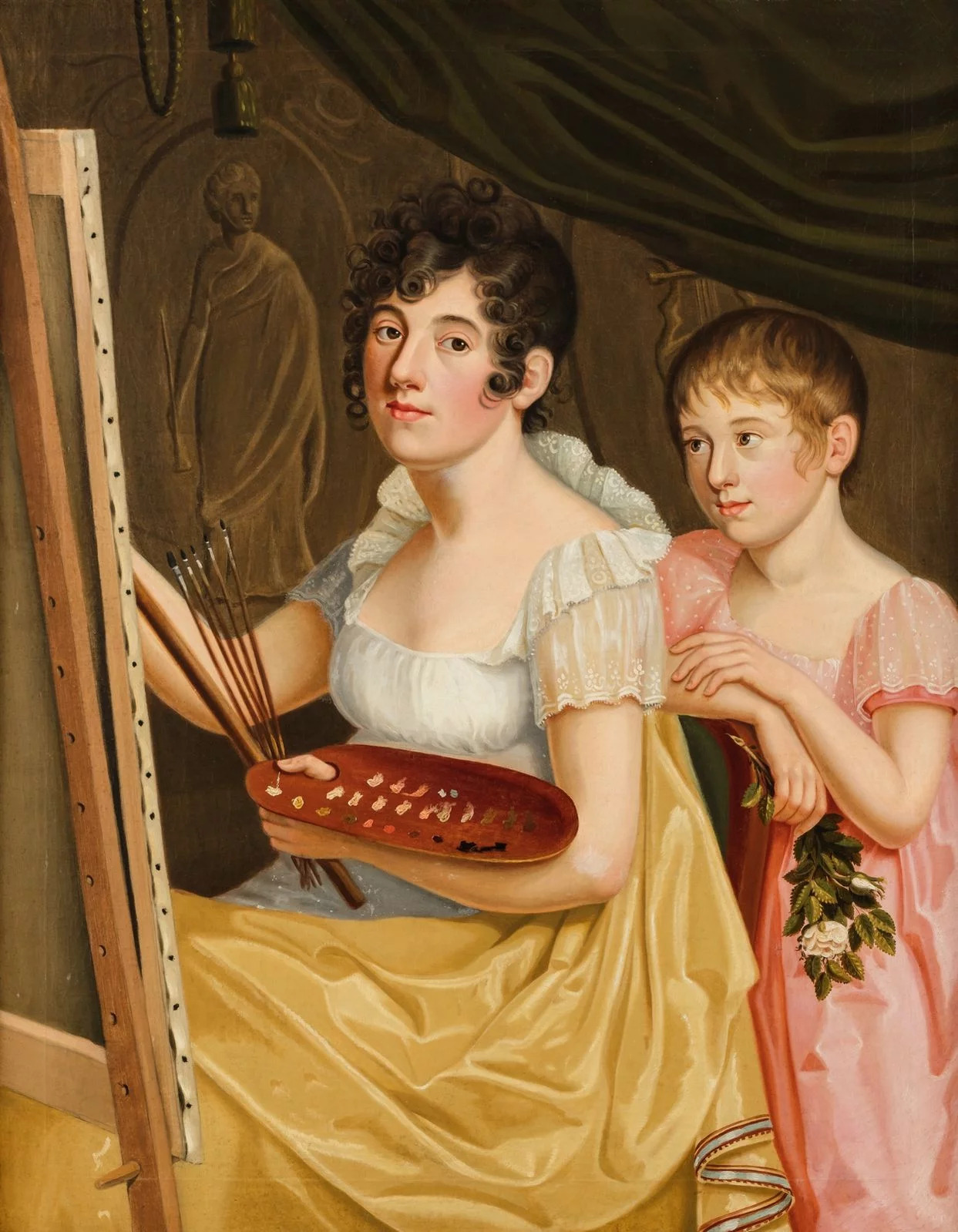
Caroline Bardua: Johanna et Adèle Schopenhauer enfant, 1806

Née à Hambourg, Adèle Schopenhauer grandit à Weimar, sous l'influence du cercle d'artistes et d'érudits qui se réunit dans le salon de sa mère. Très douée, Adèle s'occupe de littérature et de poésie. Elle n'écrit pas seulement des histoires, des poèmes et des romans, elle est aussi un maître du papier découpé : ses remarquables silhouettes ainsi que son œuvre littéraire sont honorés principalement en langue anglaise.
Proche amie de Ottilie, belle-fille de Goethe, Adèle fréquenta souvent la demeure du poète. Elle déménage avec sa mère Johanna à Bonn en 1828, où elle devient une proche amie d'Annette von Droste-Hülshoff et de Sibylle Mertens-Schaaffhausen (de).
Après la mort de sa mère, Adèle voyage beaucoup, principalement en Italie, d'où elle revient malade à Bonn où elle meurt en 1849. Elle est inhumée le jour du 100e anniversaire de Goethe. Son amie Sibylle Mertens-Schaaffhausen fait graver une émouvante inscription en italien sur sa tombe et quatre jours après les funérailles, elle célèbre un enterrement privé à la façon antique dans son jardin de la Wilhelmstrasse. La tombe d'Adèle Schopenhauer est située dans l'ancien cimetière de Bonn (de).

## Œuvres
- Anna. Ein Roman aus der nächsten Vergangenheit, Theil 1-2; Leipzig: Brockhaus, 1845.
- Eine dänische Geschichte; Braunschweig: Westermann, 1848.
- Gedichte und Scherenschnitte, 2 volumes; publié par H. H. Houben et Hans Wahl. Leipzig: Klinkhardt, 1920.
  - Volume 1: Gedichte
  - Volume 2: Scherenschnitte
- Haus-, Wald- und Feenmärchen; Leipzig: Brockhaus, 1844.
- Tagebuch einer Einsamen; publié par H. H. Houben. Avec des silhouettes de l'auteur et une annexe de Rahel E. Feilchenfeldt-Steiner; Munich : Matthes & Seits Verlag, 1985.
- Florenz. Ein Reiseführer mit Anekdoten und Erzählungen; 1847/48; publié par Waltraud Maierhofer. Weimar: VDG 2007.

## Papier découpé

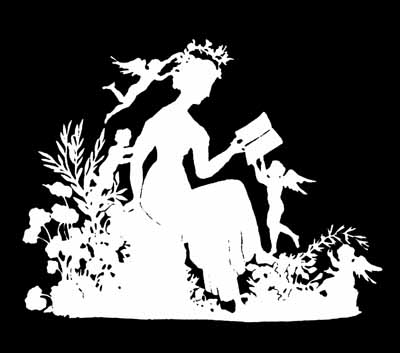
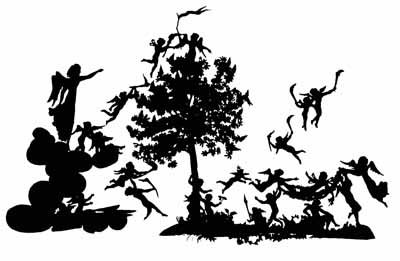
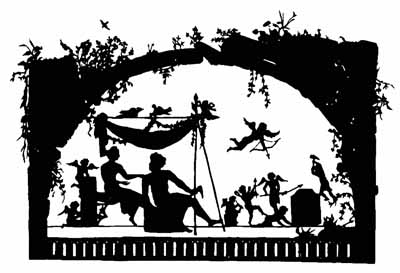
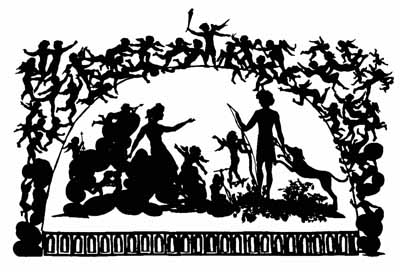
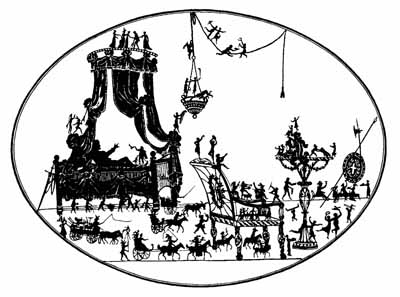
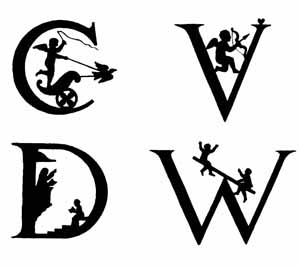